# Самия, Дрю
Дрю Самия III (англ. Dru Samia III; 22 августа 1997, Данвилл, Калифорния) — профессиональный футболист, выступающий на позиции гарда в клубе НФЛ «Нью-Йорк Джетс». На студенческом уровне выступал за команду Оклахомского университета. На драфте 2019 года был выбран «Миннесотой» в четвёртом раунде.

## Биография
Дрю Самия родился 22 августа 1997 года в Данвилле, штат Калифорния. Вырос в Сакраменто. В футбол он начал играть во время учёбы в старшей школе Ривер-Сити. После её окончания получил предложения спортивной стипендии от нескольких учебных заведений и сделал выбор в пользу университета Оклахомы.

### Любительская карьера
Выступления в чемпионате NCAA Самия начал в сезоне 2015 года. Он сыграл в двенадцати матчах команды на позиции правого тэкла. По ходу второго сезона его перевели на место гарда. В 2016 году он провёл на поле 597 снэпов в тринадцати играх, не пропустив в них ни одного сэка. В 2017 году принял участие в тринадцати матчах.
В сезоне 2018 года Самия провёл четырнадцать матчей за «Оклахому Сунерс», не позволив соперникам сделать ни одного сэка. По итогам чемпионата линия нападения команды была признана лучшей в стране и получила награду имени Джо Мура. Он был включён в сборную звёзд конференции Big-12 по результатам опроса тренеров и по версии Associated Press. Самия также был номинирован на приз Полинезийскому игроку года.

### Профессиональная карьера
Перед выходом на драфт главными преимуществами игрока называли его опыт действий на двух позициях в стартовом составе и жёсткий стиль игры. По мнению обозревателя Bleacher Report Мэтта Миллера, Самия относился к типу игроков, которые умеют вывести соперника из себя. Возможные проблемы при переходе в НФЛ связывали с недостатком техники, в частности при работе руками.
В четвёртом раунде драфта Самия был выбран «Миннесотой». В начале мая он подписал с клубом четырёхлетний контракт на общую сумму 3,259 млн долларов. Во время предсезонных сборов летом 2019 года он производил хорошее впечатление, однако в основной состав пробиться не смог. В регулярном чемпионате он выходил на поле только в двух матчах, в плей-офф тренерский штаб его не задействовал. В сезоне 2020 года он сыграл за команду в тринадцати матчах, четыре начал в стартовом составе. В последующее межсезонье Самия получил травму подколенного сухожилия и не смог полноценно принимать участие в сборах «Вайкингс». Восьмого сентября клуб отчислил его. В октябре он получил приглашение в тренировочный состав «Нью-Йорк Джетс».